# Coupe de Madagascar de basket-ball
La Coupe de Madagascar de basket-ball, appelé la Coupe du Président, est une compétition annuelle de basket-ball faisant partie de la saison de la ligue N1A, la plus haute division du basket-ball malgache. Organisée chaque année par la Fédération malgache de basket-ball, elle rassemble les meilleures équipes du pays pour se disputer le titre national. Le GNBC détient le record du plus grand nombre de titres, avec trois victoires.

## Palmarès

### Palmarès par édition
| Année | Vainqueur  | Score de la finale | Finaliste       | Troisième place | Meilleur joueur        | Réf.  |
| ----- | ---------- | ------------------ | --------------- | --------------- | ---------------------- | ----- |
| 2015  | ASCUT      | 80–75              | COSFA           | GNBC            |                        | [ 1 ] |
| 2016  | GNBC       | 79–72              | COSPN           | ASCUT           | Ndranto Marosata       | [ 2 ] |
| 2017  | ASCB Boeny |                    | TMBB Analamanga |                 |                        |       |
| 2018  | GNBC       | 98–92              | ASCUT           | MB2ALL          | Fabrice Constantinides | [ 3 ] |
| 2022  | GNBC       |                    | COSPN           | ASCUT           |                        | [ 4 ] |

### Palmarès par club
| Rang | Clubs      | Années           | Titres |
| ---- | ---------- | ---------------- | ------ |
| 1    | GNBC       | 2016, 2018, 2022 | 3      |
| 2    | ASCUT      | 2015             | 1      |
| 2    | ASCB Boeny | 2017             | 1      |